# Taszły-Jełga (rejon bałtaczewski)
Taszły-Jełga (ros. Ташлы-Елга) – wieś (dieriewnia) w Rosji, w Baszkortostanie, w rejonie bałtaczewskim. W 2010 liczyła 105 mieszkańców, głównie Maryjczyków.